# Capela de Nossa Senhora dos Anjos (Canhas)

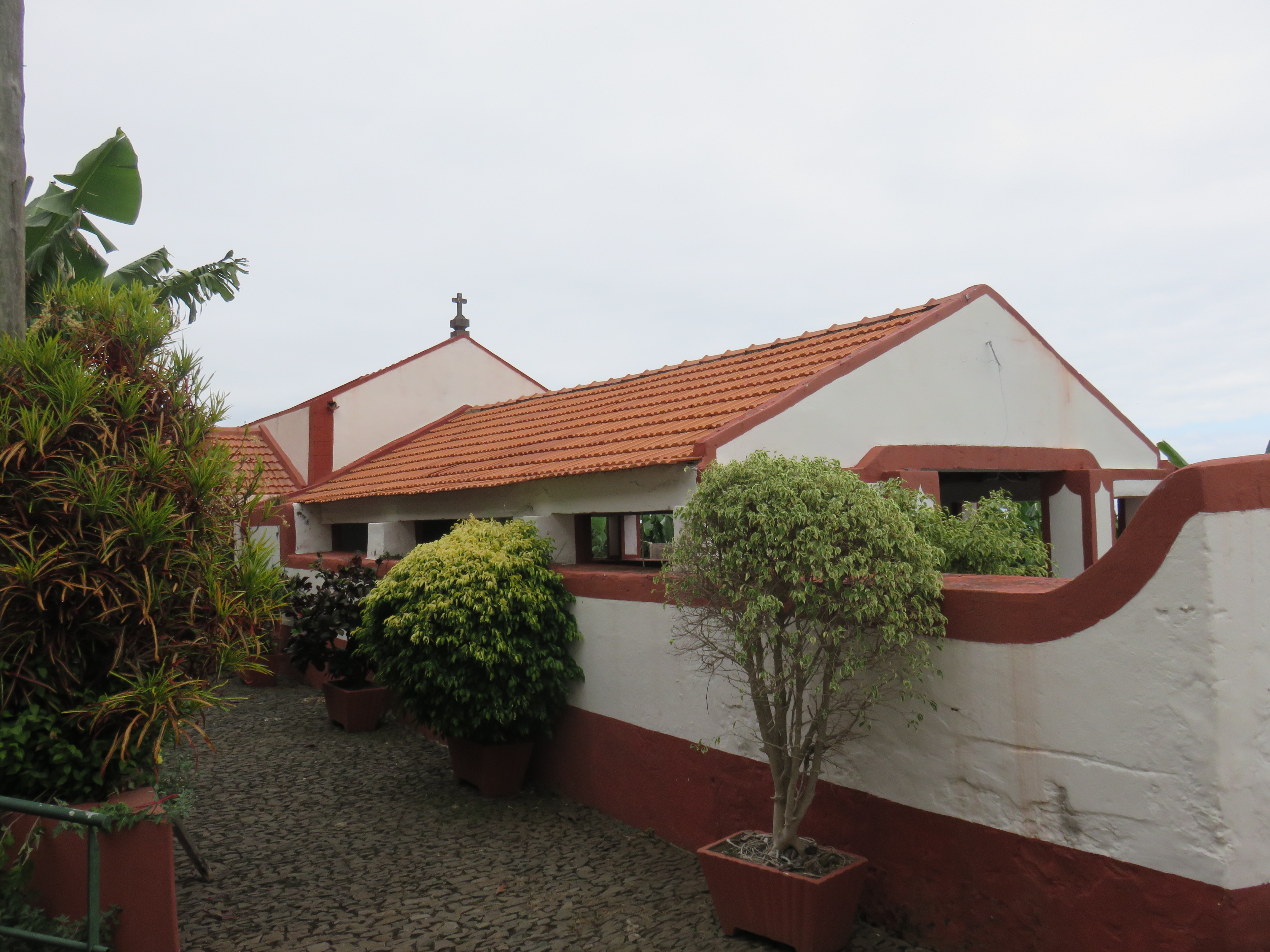
Capela de Nossa Senhora dos Anjos

Die Capela de Nossa Senhora dos Anjos (deutsch Kapelle Unserer Lieben Frau von den Engeln) befindet sich in der Gemeinde (Freguesia) Canhas im Kreis (Concelho) von Ponta do Sol, auf der portugiesischen Insel Madeira. Sie ist eine Kapelle im manieristischen Stil; sie wurde im 15. Jahrhundert erbaut und im 19. Jahrhundert restauriert. Sie steht seit 1977 unter Denkmalschutz (Stufe IM – Interesse Municipal).
In der Gegend von Ponta do Sol hatten sich Siedler aus Festland-Galicien angesiedelt, das Gebiet wurde für einige Wunder bekannt, so dass der Wunsch nach einer eigenen Kapelle aufkam. Vermutlich wurde eine erste Kapelle schon im 15. Jahrhundert erbaut und zerstört, erst 1508 wurde sie durch Martim Afonso und seine Frau Isabel, an die die Kapelle und das umliegende Land gegangen waren, wieder neu aufgebaut. Sie hat einen rechteckigen Grundriss und eine Giebelfassade, später wurde eine Veranda ergänzt.

## Erneuerungsarbeiten
Die Kapelle wurde 1892 im Auftrag der Opernsängerin und Pianistin Jélia de Atouguia de Franca Neto (1826–1903) restauriert. 1955 nahm Francisco Rocha de Gouveia, ein neuer Besitzer, einige Änderungen vor.
Neuere Restaurierungsarbeiten (Altar, Altarbild und die Neulackierung der Bilder Unserer Lieben Frau von den Engeln und Unserer Lieben Frau von Desterro) wurden im Jahr 2001 mit Unterstützung der Regionalen Direktion für Kulturelle Angelegenheiten durchgeführt.